# Piovoso

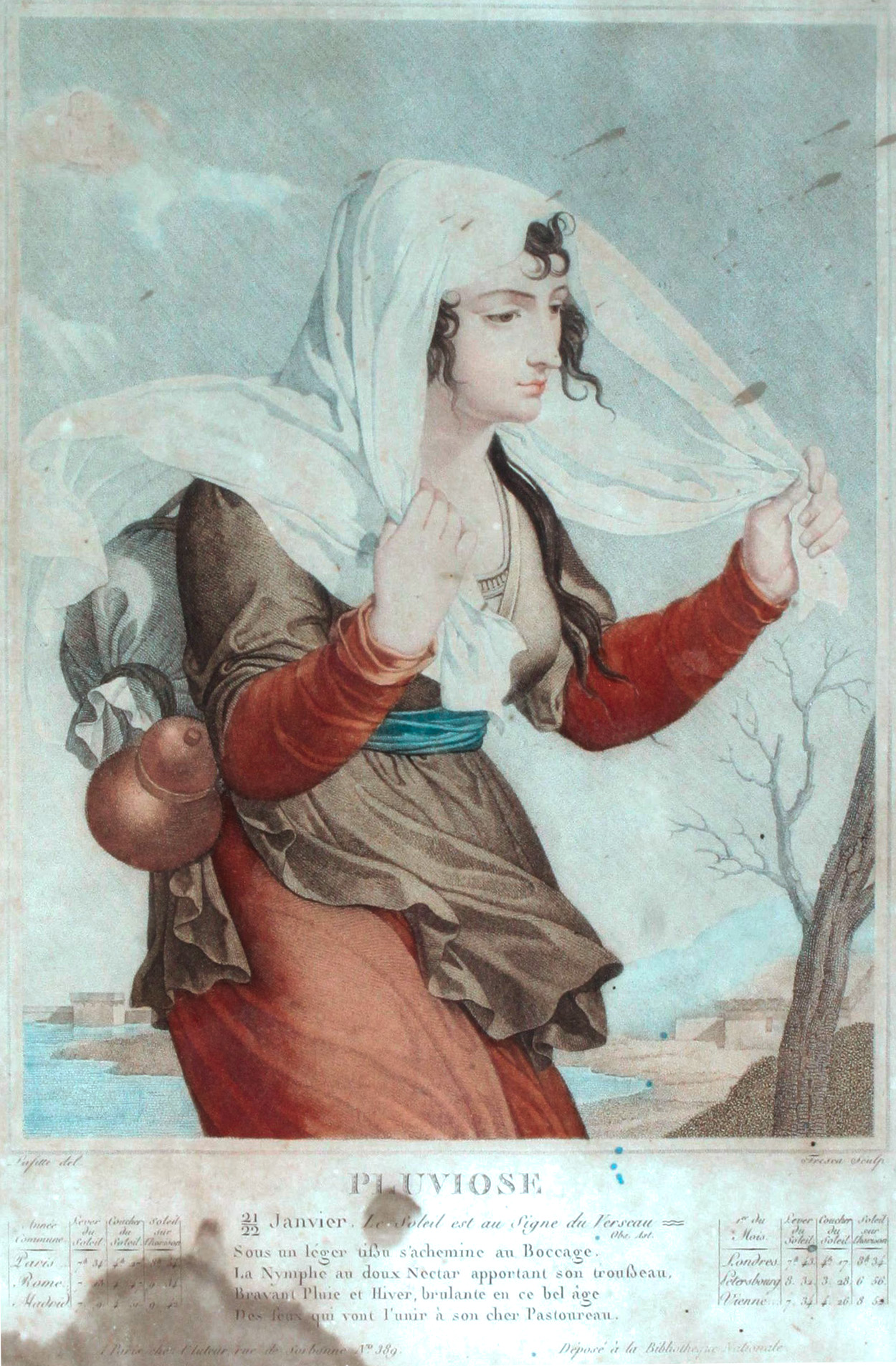
Louis Lafitte: Allegoria di Piovoso

Il mese di piovoso (in francese: pluviôse) era il quinto mese del calendario rivoluzionario francese e corrispondeva (a seconda dell'anno) al periodo compreso tra il 20/22 gennaio e il 18/20 febbraio nel calendario gregoriano. Era il secondo dei mois d'hiver (mesi d'inverno); seguiva nevoso e precedeva ventoso.
Il mese di piovoso deve la sua etimologia:
(Fabre d'Églantine)
 secondo i termini del rapporto presentato alla Convenzione nazionale il 3 brumaio anno II (24 ottobre 1793 da Fabre d'Églantine, in nome della "commissione incaricata della stesura del calendario".
Il decreto del 4 frimaio anno II (24 novembre 1793) stabilì l'ortografia francese della parola in pluviose, ma nella storiografia è invalso l'uso dell'accento circonflesso, che contraddistingue anche oggi la variante più diffusa.

## Tabella dei nomi dei giorni
Come tutti i mesi del calendario repubblicano francese, il mese di piovoso era composto da 30 giorni e suddiviso in tre decadi. Ogni giorno aveva un nome proprio, tratto dal nome di una pianta, tranne il quinto (quintidì) e decimo (decadì) giorno di ogni decade, che avevano rispettivamente il nome di un animale e quello di un oggetto per l'agricoltura.
|          | 1ª decade | 1ª decade                    | 2ª decade | 2ª decade                       | 3ª decade | 3ª decade              |
| Primidì  | 1.        | Lauréole (Dafne laurella)    | 11.       | Ellébore (Elleboro)             | 21.       | Thlaspi (Thlaspi)      |
| Duodì    | 2.        | Mousse (Muschio)             | 12.       | Brocoli (Broccolo)              | 22.       | Thymélée (Erba corsa)  |
| Tridì    | 3.        | Fragon (Pungitopo)           | 13.       | Laurier (Alloro)                | 23.       | Chiendent (Gramigna)   |
| Quartidì | 4.        | Perce Neige (Bucaneve)       | 14.       | Avelinier (Nocciòlo)            | 24.       | Traînasse (Centinodio) |
| Quintidì | 5.        | Taureau (Toro)               | 15.       | Vache (Vacca)                   | 25.       | Lièvre (Lepre)         |
| Sestidì  | 6.        | Laurier Thym (Viburno tino)  | 16.       | Buis (Bosso)                    | 26.       | Guède (Guado)          |
| Settidì  | 7.        | Amadouvier (Fungo dell'esca) | 17.       | Lichen (Lichene)                | 27.       | Noisetier (Nocciolo)   |
| Ottidì   | 8.        | Mézéréon (Camalea)           | 18.       | If (Tasso)                      | 28.       | Cyclamen (Ciclamino)   |
| Nonidì   | 9.        | Peuplier (Pioppo)            | 19.       | Pulmonaire (Polmonaria)         | 29.       | Chélidoine (Celidonia) |
| Decadì   | 10.       | Cognée (Scure)               | 20.       | Serpette (Coltello da potatura) | 30.       | Traîneau (Slitta)      |

## Tabella di conversione
| I. | II. | III. | V. | VI. | VII. |

| gennaio | 1793 | 1794 | 1795 | 1797 | 1798 | 1799 | febbraio |

| I. | II. | III. | V. | VI. | VII. |

| gennaio | 1793 | 1794 | 1795 | 1797 | 1798 | 1799 | febbraio |

| IV. | VIII. | IX. | X. | XI. | XIII. |

| gennaio | 1796 | 1800 | 1801 | 1802 | 1803 | 1805 | febbraio |

| IV. | VIII. | IX. | X. | XI. | XIII. |

| gennaio | 1796 | 1800 | 1801 | 1802 | 1803 | 1805 | febbraio |

| XII. |

| gennaio | 1804 | febbraio |

| XII. |

| gennaio | 1804 | febbraio |